# Salleron
Der Salleron ist ein Fluss in Frankreich, der in den Regionen Nouvelle-Aquitaine und Centre-Val de Loire verläuft. Er entspringt im Gemeindegebiet von Azat-le-Ris, entwässert generell in nördlicher Richtung und mündet nach rund 52 Kilometern, im Regionalen Naturpark Brenne, knapp östlich von Ingrandes, als linker Nebenfluss in den Anglin.
Auf seinem Weg durchquert der Salleron die Départements Haute-Vienne, Vienne und Indre.

## Orte am Fluss
- Bourg-Archambault
- Saint-Léomer
- La Trimouille
- Béthines